# Santiano
Santiano är en tysk musikgrupp från Flensburg som bildades i oktober 2011. Man spelar musik influerad av traditionell folkmusik, schlager, irländsk folkmusik och shanties. Gruppens namn kommer från sången "Santiano" som ursprungligen skrevs 1961 av den franske musikern Hugues Aufray med titeln "O Santianna (All on the Plains of Mexico)".
Initiativet till gruppen togs av Hartmut Krech, en musikproducent och skivbolagsman i Flensburg med det egna förlaget Elephant Music. Den första skivan kom 3 februari 2012 på skivmärket We Love Music, ett samarbete mellan Universal Music och ProSiebenSat.1 Media och fick titeln Bis ans Ende der Welt. Den gick så småningom in på en förstaplats på den tyska skivlistan och har även belönats med en guld- och en platinaskiva.

## Medlemmar
- Hans-Timm "Timsen" Hinrichsen (sång, gitarr, basgitarr, slagverk) (2011–)
- Axel Stosberg (sång, munspel, slagverk) (2011–)
- Björn Both (sång, gitarr, basgitarr) (2011–)
- Andreas Fahnert (sång, gitarr) (2011–)
- Peter David "Pete" Sage (fiol, mandolin, sång, dragspel, bouzouki, slagverk, tin whistle) (2011–)

## Diskografi

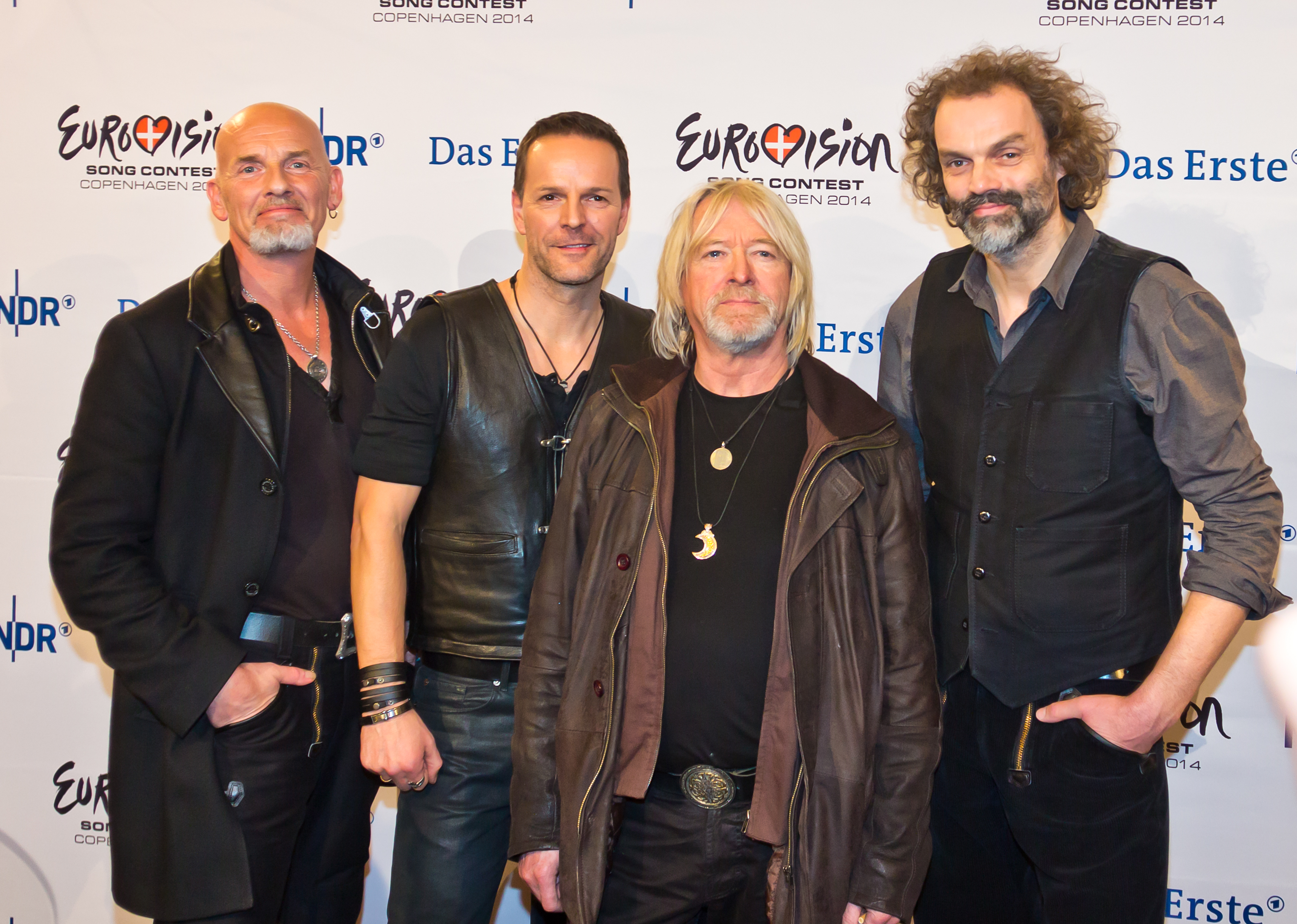
Santiano 2014.

### Album
- Bis ans Ende der Welt (2012)[2]
- Bis Ans Ende Der Welt - Live Aus Der Hamburger Fischauktionshalle (2012)
- Mit Den Gezeiten (2013)
- Mit Den Gezeiten (Live Aus der o2 World Hamburg) (2014)
- Von Liebe, Tod Und Freiheit (2015)
- Von Liebe, Tod Und Freiheit - Live (2016)
- Im Auge Des Sturms (2017)
- MTV Unplugged (2019)
- Wenn Die Kälte Kommt (2021)
- Die Sehnsucht Ist Mein Steuermann - Das Beste Aus 10 Jahren (2022)
- Doggerland (2023)

### Singlar
- "Santiano" (2012)[2]
- "Hoch Im Norden" (2013)

### Webbkällor
Den här artikeln är helt eller delvis baserad på material från tyskspråkiga Wikipedia.